# Познанська Марія Авакумівна
Марі́я Аваку́мівна Позна́нська (народилася 2 (15) липня 1917, село Петрашівка, Володарського району Київської області — 1995) — українська радянська поетеса. Писала переважно для дітей молодшого віку.

## Біографія
Народилася в селянській родині. Марію з раннього віку привчали до роботи. Закінчивши школу, дівчинка спочатку працювала в польовій бригаді, а потім рахівником правління. Ще тоді вона навчилася любити і розуміти землю, поважати працю хлібороба. З дитинства писала вірші, складала пісні. Добираючи мелодії, дівчинка наспівувала їх подружкам. А ще Марійка полюбила поезії Т. Шевченка. Часто прибігала вона до столітнього кучерявого дуба, що ріс у кінці городу, щоб поплакати над долею нещасної Катерини.
В 1937 вступила на дошкільне відділення Білоцерківського педучилища. Тоді ж білоцерківська районна газета надрукувала перший вірш Марії Познанської. 1939 року її перші вірші для дітей надруковані в журналі «Жовтеня».
Під час Німецько-радянської війни евакуюється в тил, працює в радгоспі.
1945 року вона стала студенткою Київського педінституту, а в 1946 вийшла у світ перша збірка поезій для дошкільників «Мій квітник». Благословив молоду поетесу на творчий шлях Павло Тичина, якому Познанська давала читати свої перші твори.
Визнаною дитячою письменницею Марія Познанська стала на початку 1950-х років, маючи у своєму творчому доробку майже десяток поетичних збірок для малих читачів. Особливо полюбилися дітям такі книжки: «Про чудо-ліс, що на полі зріс», «Любій малечі про цікаві речі», «Чим пахне коровай», «Про золоті руки», «Що я знаю про метро», «Асканія-Нова», «Про білий халат і наших малят» тощо.
Талант педагога і талант поета — ось те щасливе поєднання, яке, мабуть, зумовило популярність віршів Марії Познанської серед радянських дітей.

## Відзнаки
Удостоєна літературної премії імені Лесі Українки (1978).